# José Echegaray y Eizaguirre
José Echegaray y Eizaguirre, írói álnevén José Hayaseca (Madrid, 1832. április 19. – Madrid, 1916. szeptember 14.), baszk származású spanyol drámaíró, politikus, a Spanyol Tudományos Akadémia tagja. Eredetileg mérnök volt, de politikusként a liberális párt tagjaként tevékenyen részt vett a politikai életben is. 1904-ben Frédéric Mistrallal közösen megosztott Nobel-díjjal ismerték el irodalmi tevékenységét.

## Élete
Családja baszk származású volt. Gyermekkorát Murciában töltötte, ahol édesapja az egyetem görög nyelv professzora volt. 14 éves korától Madridban, matematikai, műszaki és közgazdasági tanulmányokat folytatott, majd fizika- és matematikatanár lett, az 1868-as forradalom után pedig országgyűlési képviselő és akadémikus. Tevékenyen részt vett a közéletben és többször is miniszteri posztot töltött be. Hivatalnoki karrierjét 1874-ben feladta és kizárólag az irodalomnak szentelte hátralévő életét.

## Irodalmi tevékenysége
Kezdetben álnéven jelentette meg darabjait; végül több mint 70 művet írt. Először rendkívül jó képességű írónak, nagy pszichológusnak tartották, (második Shakespeare-nek, Calderónnak nevezték) de a századfordulón egyre hevesebb támadások érték. 1904-ben még megkapta az irodalmi Nobel-díjat, de ezt a döntést már akkor is többen vitatták. Echegaray az első világháború alatt halt meg, és utána szinte teljesen elfelejtették.

### Művei
Echegaray művei tulajdonképpen jól megcsinált színdarabok, melyeket a mérnöki pontosság és a kritikus szellemű drámai hangvétel jellemez. Pályája korai szakaszán verses neoromantikus történelmi drámákat írt, Henrik Ibsen hatására áttért a tézisdrámákra. A századvégen Magyarországon is játszották; Ambrus Zoltán lelkesedett érte a legjobban.
Legismertebb darabja A nagy Galeotto (El gran Galeoto, 1881) modern korszatírának készült. 1920-ban World and his wife címmel megfilmesítették. Szintén nagyon sikeres volt a Szent-e vagy őrült? (O locura o santidad, 1877) című "lelkiismereti dráma" (Hargitai György): egy lelencgyerek kideríti származását, és lemond a rá váró örökségről, mire a családja elmegyógyintézetbe záratja. További művei: Bernardo Montilla (?); Mariana (1892); Roberto de Pedrosa (El estigma, 1895; A rágalom (La duda, 1898), El loco Dios (Az őrült Isten, 1900).

## Magyarul
- A nagy Galeottó. Dráma; ford. Patthy Károly; Franklin, Bp., 1890 (Olcsó könyvtár)
- Bernardo Montilla. Dráma három felvonásban; ford. Patthy Károly; Franklin, Bp., 1895 (Olcsó könyvtár)
- Mariana. Dráma; ford. Szalai Emil; Franklin, Bp., 1896 (Olcsó könyvtár)
- Folt, a mely tisztít. Dráma; ford. Patthy Károly; Franklin, Bp., 1896 (Olcsó könyvtár)[3]
- Az utczai énekeslány. Lírai ötlet; ford. Szalai Emil; Vass, Bp., 1898 (Fővárosi színházak műsora)
- Szent-e vagy őrült. Dráma; ford. Szalai Emil; Vass, Bp., 1898 (Fővárosi színházak műsora)
- Roberto de Pedrosa. Dráma; ford. Szalai Emil; Vass-Lampel, Bp., 1898 (Fővárosi színházak műsora)
- Őrült-e vagy szent? Dráma; ford. Huszár Vilmos; Franklin, Bp., 1898 (Olcsó könyvtár)

## Emlékezete
Echegarayról De Curzon írt összefoglaló tanulmányt 1912-ben Le Théâtre de J. Echegaray címmel.